# Joscha Schraff
Joscha Schraff (* 23. März 1991 in Schaffhausen) ist ein Schweizer Jazzmusiker (Piano, Komposition).

## Leben und Wirken
Schraff, der als Sohn eines Musiklehrers in Schaffhausen aufwuchs, erhielt ab dem siebten Lebensjahr zunächst klassischen Klavierunterricht, später auch Unterricht in Jazzpiano. Als Schüler an der Kantonsschule Schaffhausen spielte er sowohl im Orchester als auch im selbstgeleiteten Jazzduo. Er studierte an der Jazzschule Zürich, wo er 2015 seinen Master absolvierte.
Schraff leitet sein Trio (mit zunächst Pascal Rüegger am Bass und Paul Amereller am Schlagzeug), mit dem er 2015 sein erstes Album aufnahm und auf dem Schaffhauser Jazzfestival vorstellte. 2016 folgte mit seinem Quartett, zu dem weiterhin Niculin Janett gehörte, das Album Lonely Machines, das 2017 auch in England präsentiert wurde. Weiterhin arbeitete er im Duo mit der Sängerin Marena Whitcher und mit dem Saxophonisten Niculin Janett, mit dem er 2020 das Album Standard bei QFTF vorlegte. Als Sideman gehörte er zum Jessica Cadau Quartett und zu Pino Zorteas Band Karussell. Zudem wirkte er an zahlreichen Theaterprojekten als Theatermusiker, musikalischer Leiter und Schauspieler mit.
Ausserdem lehrt Schraff als Klavierdozent an der Pädagogischen Hochschule Schaffhausen.

## Preise und Auszeichnungen
Schraff wurde bereits während seines Masterstudiums mit dem Förderpreis der Friedl Wald Stiftung ausgezeichnet. 2019 erhielt er den Walther Bringolf-Musikpreis der Stadt Schaffhausen.